# محمود أباد (كوه بنج)
محمود أباد (بالفارسية: محمود آباد) هي قرية تقع في إيران في البلدة المركزية. يقدر عدد سكانها بـ 127 نسمة .